# Angelo Conterno
Angelo Conterno (* 13. März 1925 in Turin; † 30. November 2007 ebenda) war ein italienischer Radrennfahrer.

## Karriere
Obwohl er vor allem in Italien Rennen fuhr, erlangte Angelo Conterno seine größten Erfolge im Ausland. Im Jahre 1956 gewann er als erster Italiener das Gesamtklassement der Spanienrundfahrt inklusive der zweiten Etappe. Im Jahre 1959 gewann er die Meisterschaft von Zürich (Züri-Metzgete) und den Giro del Ticino. An der Italienrundfahrt nahm er zehnmal teil und gewann dabei insgesamt drei Etappen. In seiner gesamten Profikarriere verzeichnete er 16 Siege.

## Palmares (Auswahl)
- 1952 Zweite Etappe Giro d’Italia
- 1954 Vierte Etappe Giro d’Italia und Giro del Lazio
- 1955 Achtzehnte Etappe Giro d’Italia
- 1956 Zweite Etappe und das Gesamtklassement der Spanienrundfahrt, Giro di Campania
- 1957 Giro del Veneto
- 1959 Meisterschaft von Zürich und dritte Etappe an der Tour de Romandie
- 1961 Giro del Piemonte und Trofeo Matteotti

| Personendaten    | Personendaten               |
| ---------------- | --------------------------- |
| NAME             | Conterno, Angelo            |
| KURZBESCHREIBUNG | italienischer Radrennfahrer |
| GEBURTSDATUM     | 13. März 1925               |
| GEBURTSORT       | Turin                       |
| STERBEDATUM      | 30. November 2007           |
| STERBEORT        | Turin                       |